# 臧洪
臧洪（160年—196年），字子源，东汉末年广陵射阳（今中国江苏省寶應縣東北射陽湖鎮）人。東漢政治人物，軍事人物。

## 生平
臧洪的父亲臧旻曾任匈奴中郎将、中山郡太守、太原郡太守。熹平三年（174年）父親平定會稽妖賊許昌有功，時年十五的臧洪因此拜童子郎。
臧洪曾举孝廉，与趙昱、刘繇、王朗等同被外选为县长，为即丘县长。后来辞官回家，被广陵太守张超聘为功曹。时值董卓之乱，臧洪说服张超反董，与张超的哥哥张邈会同刘岱、孔伷、桥瑁等在酸枣会盟，并由臧洪主誓讨伐董卓。
讨董军因粮尽不了了之后，臧洪归附于袁绍，为袁绍器重，出任青州刺史，在任两年平盗有功。同时北方军阀公孙瓒任命田楷为青州刺史，刘备为平原相。平原国和袁绍治下冀州接壤，臧洪和刘备屡有交战。193年袁绍方得胜，刘备被逐出平原国，和田楷东屯齐国。
194年，张超与哥哥张邈、陈宫叛曹操迎吕布，袁绍出兵帮助曹操作战，从陈宫手中夺取东郡，调臧洪为東郡太守。第二年张超被曹操击败围在雍丘，此時张超说只有臧洪会来救自己，众人觉得袁绍、曹操正和睦，臧洪是袁绍所用的人，不可能背叛袁绍自招祸事赶来，张超说臧洪是天下义士，不会忘本，只担心他被限制来不了。而臧洪果然赤脚哭着请袁绍发兵相救，准备了所部兵马，又请求袁绍增兵救张超，袁绍不准，张超全族被曹操所杀。
臧洪由此怨恨袁绍，不听袁绍调遣，袁绍遂派兵攻打臧洪所驻东武阳，久攻不下，遂派陈琳写信劝降，被臧洪回信拒绝。后城中粮尽，開始斷糧，臧洪見自己難逃厄運，遂勸說手下將士各自逃亡，但臧洪部下七八千人宁死未降。斷糧初時，以挖鼠洞抓老鼠來烹煮，以解燃眉之急。連鼠亦吃完後，主薄所掌管的米剩三斗，想每次取一點予臧洪，臧洪不允，令其將粥熬稀，並將其愛妾殺害，烹煮分給自之將士。直至城陷之時，臧洪部下數千人被活活餓死，但未有一人叛逃。
城陷後，臧洪被活捉，袁紹愛其才，再次勸說，臧洪仍不肯投降，骂袁绍世受皇恩却没有匡扶之意、枉杀忠良，对张邈以兄弟相称，却坐视张超被灭，只恨自己不能报仇，最终被袁绍所杀。臧洪有一手下名為陳容，於城破之前被臧洪派了出去，在聽聞主公被殺而趕來質問袁紹，袁紹感慚愧，本欲饒其一命，陳容不從，欲與臧洪同日而亡，遂求死，袁紹從之，在座之人無不惋惜。臧洪派去向吕布求援的两位司马回城后见城已陷，也杀入袁绍军而死。

## 評價
- 陈寿《三国志》评价：“陈登、臧洪并有雄气壮节，登降年夙陨，功业未遂，洪以兵弱敌彊，烈志不立，惜哉！”
- 徐众：“洪敦天下名义，救旧君之危，其恩足以感人情，义足以励薄俗。然袁亦知己亲友，致位州郡，虽非君臣，且实盟主，既受其命，义不应贰。袁、曹方睦，夹辅王室，吕布反覆无义，志在逆乱，而邈、超擅立布为州牧，其於王法，乃一罪人也。曹公讨之，袁氏弗救，未为非理也。洪本不当就袁请兵，又不当还为怨雠。为洪计者，苟力所不足，可奔他国以求赴救，若谋力未展以待事机，则宜徐更观衅，效死於超。何必誓守穷城而无变通，身死殄民，功名不立，良可哀也！”
- 韩延之：“假令天长丧乱，九流浑浊，当与臧洪游于地下，不复多言。”
- 范晔《后汉书》评价：“雍丘之围，臧洪之感愤壮矣！想其行跣且号，束甲请举，诚足怜也。夫豪雄之所趣舍，其与守义之心异乎？若乃缔谋连衡，怀诈算以相尚者，盖惟利势所在而已。况偏城既危，曹、袁方穆，洪徒指外敌之衡，以纾倒县之会。忿悁之师，兵家所忌。可谓怀哭秦之节，存荆则未闻也。”“洪怀偏节，力屈志扬。”
- 南朝宋年间，雍州刺史张敬儿平定荆州刺史沈攸之之乱，杀江陵留府司马边荣及边荣追随者程邕之，三军莫不垂泣，说：“奈何一日杀二义士。”比二人为臧洪、陈容。
- 南朝齐末年，据守郢州、鲁山的齐郢州刺史张冲、鲁山城主房僧寄被起兵的雍州刺史萧衍围城，死者相积却坚守不降，时人比作臧洪。
- 劉知幾《史通‧斷限》：兼復臧洪、陶謙、劉虞、公孫瓚生於季末，自相吞噬。其於曹氏也，非唯理異犬牙，固亦事同風馬，漢典所具，而魏冊仍編。豈非流宕忘歸，迷而不悟者也？（认为臧洪等人并未效力曹魏，只可列於漢史，不可列於《魏書》）
- 叶适：“至臧洪则不然，犹是汉之陪臣，死超雠绍，义有可依。关东起兵，以汉为乱者，无问大小，终於臣仆簒盗，丧名失节，以苟其生，惟洪可以免焉。”
- 陈普：“帝家安邑棘篱中，贼靡奸渠四面雄。汉士当时惟北海，一朝青史见臧洪。”
- 郝经：“壮哉！洪之志烈也。以崎岖孤累，不忘君主，志在王室。謇謇谔谔，继之以死。其捧盘誓众，气凌毛遂。徒跣求救，志同申胥。凛凛烈日，秋霜无以尚已。”
- 唐顺之《两汉解疑》：有人认为臧洪之死既不能救朋友，又不能为自己立功，对君主和亲人也都没有好处，与匹夫无异。但臧洪没有辜负张超的信任，问心无愧，得到高名，是值得君主和亲人骄傲的。袁绍鄙夫，亲曹操而杀臧洪，背负千古恶名。
- 王夫之：“臧洪怨袁绍之不救张超，困守孤城，杀爱妾以食将士，陷其民男女相枕而死者七八千人，何为者哉？张邈兄弟党吕布以夺曹操之兖州，于其时，天子方蒙尘而寄命于贼手，超无能恤，彼其于袁、曹均耳。洪以私恩为一曲之义，奋不顾身，而一郡之生齿为之并命，殆所谓任侠者与！于义未也，而食人之罪不可逭矣。天下至不仁之事，其始为之者，未必不托于义以生其安忍之心。”
- 赵翼：“臧洪自是汉末义士，其与张超结交，后与袁绍交兵之处，皆无关於曹操也。则魏纪内本可不必立传，而寿列之於张邈之次。盖以其气节，不忍没之耳。”
- 成海應：“論者，謂洪爲張超，而拒紹以死，傷於勇。然山東諸帥共討董卓者，謀自洪始。而張超兄弟，同心起兵，皆乃心王室者也。及超爲曺操所攻，洪乃行跣，且號束甲請擧，必欲救超者，卽爲王室計，不徒爲郡將也。袁紹素懷異志，其不許洪出師者，亦欲翦除忠良故也。是以，洪尤怨恨痛嫉，必欲力拒之也。是以，責紹之言曰，王室衰弱，無扶翼之意，欲因際會，觖望非冀。此其怒豈專在於郡將乎哉。然則洪之死於紹，卽可謂殉於王室也。”（『硏經齋全集續集』 10冊, 史論, 臧洪）

## 文獻與注釋
- 《三國志·魏志七·呂布臧洪傳》
- 《後漢書·臧洪傳》

## 延伸阅读
[在维基数据编辑]
 在维基文库阅读此作者作品
 《後漢書·卷58》，出自范晔《後漢書》
 《三國志·卷07》，出自陳壽《三國志》
1. ↑  《三國志·臧洪傳》：「洪體貌魁梧，有異於人，舉孝廉為郎。」
2. ↑  《後漢書·臧洪傳》：父旻，有幹事才。熹平元年，會稽妖賊許昭起兵句章，自稱「大將軍」，立其父生為越王，攻破城邑，觿以萬數。拜旻揚州刺史。旻率丹陽太守陳夤擊昭，破之。昭遂復更屯結，大為人患。旻等進兵，連戰三年，破平之，獲昭父子，斬首數千級。遷旻為使匈奴中郎將。洪年十五，以父功拜童子郎。
3. ↑  《三國志·臧洪傳》：董卓殺帝，圖危社稷，洪說超曰：「明府歷世受恩，兄弟並據大郡，今王室將危，賊臣未梟，此誠天下義烈報恩效命之秋也。今郡境尚全，吏民殷富，若動枹鼓，可得二萬人，以此誅除國賊，為天下倡先，義之大者也。」超然其言，與洪西至陳留，見兄邈計事。邈亦素有心，會於酸棗。
4. ↑  《三國志·臧洪傳》：太祖圍張超於雍丘，超言：「唯恃臧洪，當來救吾。」眾人以為袁、曹方睦，而洪為紹所表用，必不敗好招禍，遠來赴此。超曰：「子源，天下義士，終不背本者，但恐見禁制，不相及逮耳。」洪聞之，果徒跣號泣，並勒所領兵，又從紹請兵馬，求欲救超，而紹終不聽許。超遂族滅。
5. ↑  《後漢書·臧洪傳》：「（袁）紹兵圍（臧）洪，城中糧盡，洪殺愛妾，以食兵將，兵將成流涕，無能仰視。」
6. ↑  《三國志·臧洪傳》：城陷，紹生執洪。紹素親洪，盛施幃幔，大會諸將見洪，謂曰：「臧洪，何相負若此！今日服未？」洪據地瞋目曰：「諸袁事漢，四世五公，可謂受恩。今王室衰弱，無扶翼之意，欲因際會，希冀非望，多殺忠良以立奸威。洪親見呼張陳留為兄，則洪府君亦宜為弟，同共戮力，為國除害，何為擁眾觀人屠滅！惜洪力劣，不能推刃為天下報仇，何謂服乎！」紹本愛洪，意欲令屈服，原之；見洪辭切，知終不為己用，乃殺之。
7. ↑  《三國志·臧洪傳》：邑人陳容少為書生，親慕洪，隨洪為東郡丞；城未敗，洪遣出。紹令在坐，見洪當死，起謂紹曰：「將軍舉大事，欲為天下除暴，而專先誅忠義，豈合天意！臧洪發舉為郡將，奈何殺之！」紹慚，左右使人牽出，謂曰：「汝非臧洪儔，空復爾為！」容顧曰：「夫仁義豈有常，蹈之則君子，背之則小人。今日寧與臧洪同日而死，不與將軍同日而生！」復見殺。在紹坐者無不嘆息